# Harpalus pleuriticus
Harpalus pleuriticus är en skalbaggsart som beskrevs av Kirby. Harpalus pleuriticus ingår i släktet Harpalus och familjen jordlöpare. Inga underarter finns listade i Catalogue of Life.